# Loxoptygus erlangeri
Loxoptygus erlangeri là một loài nhện trong họ Theraphosidae.
Loài này thuộc chi Loxoptygus. Loxoptygus erlangeri được Embrik Strand miêu tả năm 1906.